# تاوريانوفا
هي مدينة تقع في مقاطعة ريدجو كالابريا في إيطاليا . تقع على بعد حوالي 80 كم جنوب غرب كاتانزارو ، وحوالي 40 كم شمال شرق ريدجو كالابريا. بتاريخ 31 ديسمبر 2004، كان عدد سكانها من 15933 ومساحتها 47.8 كيلومتر مربع .

## أعلام
- نيكولاس فيولا
- دومينيكو كاروسو